# Код «Красный»
«Код „Красный“» (англ. Red Joan) — британский фильм-драма режиссёра Тревора Нанна. Картина основана на жизни советской разведчицы Мелиты Норвуд (однако в фильме её имя изменено на Джоан Стенли).

## Сюжет
Джоан — отставной агент советской разведки в Великобритании. В годы войны передавала секретные сведения западной ядерной программы Советскому Союзу, и, тем самым обеспечивала «равновесие в мире». 
Потом она отошла от дел и тихо проводила старость за городом, вплоть до внезапного ареста в 2000-е.

## В ролях
- Джуди Денч — Джоан Стенли
- Софи Куксон — Джоан в молодости
- Том Хьюз — Лев Галич
- Тереза Србова — Соня
- Лоуренс Спелманн — Патрик Адамс
- Робин Соанс — Клемент Эттли
- Реймонд Култхард — Джеймс Чедвик
- Кевин Фёллер —  детектив Филипс

## Съёмки
Производство картины началось в 2017 году. Литературная основа сценария — книга «Красная Джоан», написанная в 2013 году британской писательницей Дженни Руни. Написанием сценария занималась Линдсэй Шаперо. 
Режиссёром был приглашён Тревор Нанн.
Основные съёмки проводились в ноябре-декабре 2017 года в Кембридже, в кампусах колледжа Гонвилл-энд-Киз.

## Релиз
Премьерный показ картины прошёл в рамках Кинофестиваля в Торонто 7 сентября 2018 года. Также фильм был показан на кинофестивалях в Сан-Себастьяне и Цюрихе. Мировая премьера фильма состоялась 18 апреля 2019 года в Австралии, на день позже картина вышла в Великобритании. В России фильм вышел в прокат 25 апреля 2019 года.